# Jung Woo-ho
Pour les articles homonymes, voir Jung.
Dans ce nom coréen, le nom de famille, Jung, précède le nom personnel.
Jung Woo-ho (né le 4 mars 1997) est un coureur cycliste sud-coréen, membre de l'équipe Seoul.

## Palmarès et résultats

### Palmarès par année
- 2016
  - 2e du championnat de Corée du Sud sur route
- 2017
  - 2e du championnat de Corée du Sud sur route
- 2023
  - 3e du championnat de Corée du Sud sur route
- 2024
  - 3e du championnat de Corée du Sud sur route
  - 8e du championnat d'Asie sur route

### Classements mondiaux
| Année         | 2016 | 2017 | 2018 |
| ------------- | ---- | ---- | ---- |
| UCI Asia Tour | 144e | 147e | 210e |